# Plestiodon marginatus
Plestiodon marginatus (окінавський синьохвостий сцинк) — вид сцинкоподібних ящірок родини сцинкових (Scincidae). Ендемік Японії.

## Поширення і екологія
Окінавські синьохвості сцинки мешкають на островах Окінава, Амамі і Токара в центральній і північній частинах архіпелагу Рюкю. Вони живуть на луках, в чагарниках, в субтропічних і соснових лісах і поблизу людських поселень. Живляться комахами, павуками і дощовими черв'яками. Відкладають яйця, в кладці 5-8 яєць.

## Збереження
МСОП класифікує стан збереження цього виду як близький до загрозливого. Plestiodon marginatus загрожує хижацтво з боку інтродукованих тварин.